# Sinularia grayi
Sinularia grayi is een zachte koraalsoort uit de familie Alcyoniidae. De koraalsoort komt uit het geslacht Sinularia. Sinularia grayi werd in 1945 voor het eerst wetenschappelijk beschreven door Tixier-Durivault. 